# Joachim Wieland
Joachim Wieland (* 30. Juli 1951 in Bielefeld) ist ein deutscher Rechtswissenschaftler.

## Leben
Joachim Wieland studierte von 1971 bis 1977 Rechtswissenschaft an der Universität Bielefeld und der Universität Cambridge. In den Jahren 1977 bis 1979 leistete Wieland sein Rechtsreferendariat in Freiburg im Breisgau ab.
Von 1980 bis 1984 arbeitete er als wissenschaftlicher Mitarbeiter an der Albert-Ludwigs-Universität Freiburg in Breisgau. 1984 wurde er dort bei Ernst-Wolfgang Böckenförde mit der medienrechtlichen Arbeit Die Freiheit des Rundfunks. Zugleich ein Beitrag zur Dogmatik des Artikel 12 Absatz 1 GG zum Dr. iur. promoviert. In den Jahren 1984 bis 1988 arbeitete Wieland als wissenschaftlicher Mitarbeiter am Bundesverfassungsgericht, bevor er 1988 die Arbeit als wissenschaftlicher Assistent am Lehrstuhl von Alexander Hollerbach, Seminar für Rechtsphilosophie und Kirchenrecht, an der Universität Freiburg aufnahm. 1989 erfolgte seine Habilitation für Öffentliches Recht, einschließlich Finanz- und Steuerrecht sowie Rechtsvergleichung.
Als Privatdozent nahm er Lehrstuhlvertretungen an der Westfälischen Wilhelms-Universität Münster und an der Universität Bielefeld wahr, bevor er 1991 den Lehrstuhl für Öffentliches Recht, Finanz- und Steuerrecht an der Universität Bielefeld annahm. Von 2001 bis 2007 war Wieland Professor für Öffentliches Recht, Finanz- und Steuerrecht an der Johann Wolfgang Goethe-Universität in Frankfurt am Main. Seit November 2007 hat Wieland einen Lehrstuhl für Öffentliches Recht, Finanz- und Steuerrecht an der Deutschen Universität für Verwaltungswissenschaften in Speyer inne. Seine Arbeitsschwerpunkte sind Verfassungsrecht, Finanzverfassungsrecht, Steuerrecht und Öffentliches Wirtschaftsrecht.
In den vergangenen Jahren trat Wieland häufig als Gutachter und Prozessvertreter in Erscheinung, insbesondere bei verfassungsrechtlichen Streitigkeiten. So war er etwa Prozessvertreter des Bundespräsidenten im Rechtsstreit um die Bundestagswahl 2005 vor dem Bundesverfassungsgericht.
Wieland ist seit Mai 2006, zuletzt wiedergewählt am 13. Juni 2018, Mitglied des Verfassungsgerichtshofes für das Land Nordrhein-Westfalen. Wegen des Vorwurfs der Befangenheit durfte Wieland diejenigen Verfahren, welche die AfD wegen fehlender parlamentarischer Auskünfte gegen das Land NRW führt, nicht entscheiden.
Von Oktober 2011 bis 2017 war er Rektor der Deutschen Universität für Verwaltungswissenschaften Speyer.
Wieland ist mit Nina Dethloff verheiratet und hat zwei Kinder.

## Werke (Auswahl)
- Die Freiheit des Rundfunks. Zugleich ein Beitrag zur Dogmatik des Artikel 12 Absatz 1 GG, Berlin, Diss., 1984, ISBN 3-428-05726-0.
- Die staatliche Duldung rechtswidrigen Verhaltens. Dogmatische Folgen behördlicher Untätigkeit im Umwelt- und Steuerrecht, Heidelberg 1988 (gemeinsam mit Georg Hermes).
- Die Konzessionsabgaben. Zur Belastung wirtschaftsverwaltungsrechtlicher Erlaubnisse mit Abgaben, Berlin 1991, ISBN 3-428-07309-6.
- Arbeitsmarkt und staatliche Lenkung, VVDStRL 59 (2000), S. 13–55.
- Art. 87e, 87f, 93, 94, 100, 126, 143, 143a, 143b, in: Horst Dreier (Hrsg.), Grundgesetz Kommentar, Tübingen 2000, Band 3.
- Art. 12, 14 und 15, in: Horst Dreier (Hrsg.), Grundgesetz Kommentar, 2. Auflage, Tübingen 2004, Band 1.
- Art. 22 und 34, in: Horst Dreier (Hrsg.), Grundgesetz Kommentar, 2. Aufl., Tübingen 2006, Band 2.
- Reform des föderalen Finanzsystems aus verfassungsrechtlicher Sicht, in: Patrick Wendisch / Mathias Fonger (Hrsg.), Reform des föderalen Finanzsystems in Deutschland, Baden-Baden 2006.
- Die Zukunft der Stadtstaaten, Die extreme Haushaltsnotlage in der Rechtsprechung des BVerfG und der Normenkontrollantrag Berlins, in: Dannemann, G./Luft, Stefan (Hrsg.), Die Zukunft der Stadtstaaten, Bremen 2006, S. 191–205.
- Lokalrundfunkfinanzierung in Bayern. Verfassungs- und europarechtliche Rahmenbedingungen staatlicher Finanzierungsverantwortung, BLM-Schriftenreihe, Bd. 93, Baden-Baden 2009.